# Tela bandera

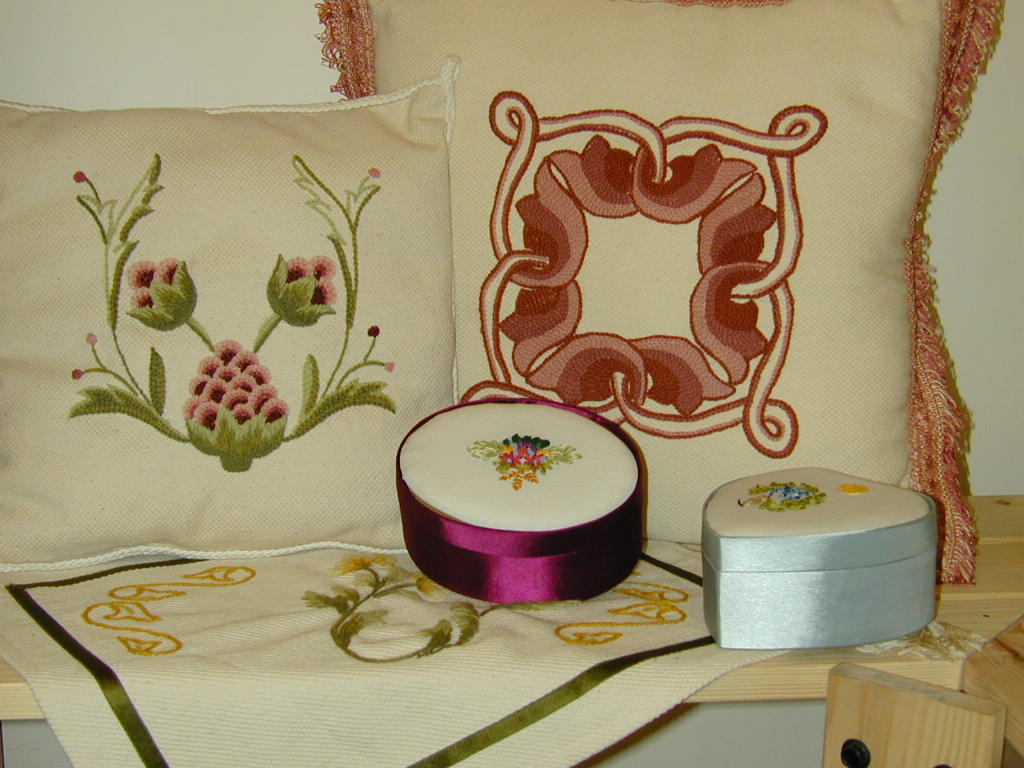
Cuscini in tela bandera con il ricamo omonimo

La tela bandera è un tessuto di fibre naturali (cotone o lino), dalla trama regolare, l'armatura è un "piccolo operato" anche se viene chiamata tela. Tessuto pesante e molto resistente.
Fu molto utilizzato dalle corti piemontesi nel XVIII secolo per realizzare tappezzerie, copriletto e altri elementi d'arredo, per la sua resistenza e indistruttibilità.
I colori nei quali veniva e viene tuttora prodotto sono limitati ai bianchi ed écru, perciò nell'Ottocento è invalso l'uso di decorare questa stoffa grezza con elaborati ricami a soggetto floreale, i quali poi presero il loro nome dal tessuto e sono ancora oggi conosciuti come ricami bandera.
La produzione di questa stoffa sta sparendo, se si eccettua una limitata produzione presso alcune tessiture minori.
Un'associazione che si occupa del recupero di questa stoffa tradizionale è l'Associazione ricamo bandera.